# Adolfo Ruiz Cortines, Tezonapa
Adolfo Ruiz Cortines är en ort i Mexiko.   Den ligger i kommunen Tezonapa och delstaten Veracruz, i den sydöstra delen av landet, 280 km öster om huvudstaden Mexico City. Adolfo Ruiz Cortines ligger 103 meter över havet och antalet invånare är 135.
Terrängen runt Adolfo Ruiz Cortines är varierad. Runt Adolfo Ruiz Cortines är det ganska tätbefolkat, med 179 invånare per kvadratkilometer. Närmaste större samhälle är Cosolapa, 18,5 km norr om Adolfo Ruiz Cortines. Omgivningarna runt Adolfo Ruiz Cortines är en mosaik av jordbruksmark och naturlig växtlighet.